# Onuphis dibranchiata
Onuphis dibranchiata är en ringmaskart som beskrevs av Willey 1905. Onuphis dibranchiata ingår i släktet Onuphis och familjen Onuphidae. Inga underarter finns listade i Catalogue of Life.